# Paraleprodera laosensis
Paraleprodera laosensis là một loài bọ cánh cứng trong họ Cerambycidae.